# Charomyces amphimelas
Charomyces amphimelas är en svampart som beskrevs av Seifert 1987. Charomyces amphimelas ingår i släktet Charomyces, divisionen sporsäcksvampar och riket svampar.   Inga underarter finns listade i Catalogue of Life.